# Diana Dorsová
Diana Dorsová vl. jméno Diana Flucková (23. října 1931, Swindon, Wiltshire – 4. května 1984, Windsor, Berkshire) byla anglická herečka a zpěvačka, známá jako představitelka blonďaté sexbomby. Byla označována za anglický protějšek Marilyn Monroe. Patří k osobnostem vyobrazeným na obalu desky The Beatles Sgt. Pepper's Lonely Hearts Club Band.

## Život
Byla jediným dítětem železničářské rodiny, protože byla v dětství hodně nemocná, matka ji silně rozmazlovala. Studovala hereckou akademii LAMDA, již v šestnácti letech hrála v Leanově přepisu Olivera Twista. Na svůj věk fyzicky vyspělé děvče ihned získalo obdiv mužského publika, ve dvaceti letech se stala nejmladším anglickým majitelem Rolls-Royce. Po umělecké stránce nebyla tak úspěšná – dostávala role smyslných naivek, v nichž nemohla uplatnit svůj herecký talent. Od 60. let 20. století dostávala stále méně příležitostí. Nazpívala album Swinging Dors, věnovala se charitě, vystupovala také ve videoklipu Adama Anta.

## Pseudonym
Vystupovala pod rodným jménem své babičky z obavy, že by na světelném návěští před kinem zhaslo v jejím jméně jedno písmeno. Vypráví se, že když navštívila svůj rodný Swindon, byl místní duchovní pověřen, aby přednesl projev na její počest. Byl z toho tak nervózní, že nakonec prohlásil: "Jako krajané můžeme tuto hvězdu oslovit jménem, pod kterým jsme ji všichni znali. Dámy a pánové, vítám mezi námi slečnu Dianu Cluntovou." Její skutečné jméno bylo také heslem k bankovnímu kontu, na kterém po smrti zanechala více než dva miliony liber.

## Filmografie
- 1985 – Parní lázně
- 1981 – Timon Aténský (TV film)
- 1979 – Dick Turpin (TV seriál)
- 1973 – Krvavé divadlo
- 1972 – Podivuhodný pan Blunden
- 1971 – Hannie Caulderová
- 1964 – Do toho, do toho!
- 1958 – I Married a Woman
- 1957 – The Unholy Wife
- 1955 – Příběhy Alfreda Hitchcocka (TV seriál)
- 1948 – Oliver Twist
- 1947 – Jak se lidé žení